# Freudenberg (Familienname)
Freudenberg ist der Familienname folgender Personen:
- Adolf Freudenberg (1894–1977), deutscher Diplomat und evangelischer Pfarrer
- Alwin Freudenberg (1873–1930), deutscher Schriftsteller und Lehrer
- Bärbel Freudenberg-Pilster (* 1954), deutsche Politikerin (FDP)
- Bele Freudenberg (* 1978), deutsche Historikerin
- Bernhard Freudenberg (1850–1925), deutscher Architekt
- Betty Freudenberg (* 1983), deutsche Schauspielerin
- Carl Johann Freudenberg (1819–1898), deutscher Unternehmer
- Dagmar Freudenberg (* 1952), deutsche Juristin und Staatsanwältin
- Dieter Freudenberg (1926–2010), deutscher Unternehmer
- Dirk Freudenberg (* 1964), deutscher Sozialwissenschaftler und Sicherheitsexperte
- Dorothea Freudenberg (1928–2023), deutsche Psychologin
- Dorothee Freudenberg (* 1952), deutsche Politikerin (GAL)
- Eberhard Freudenberg (1920–1977), deutscher Rundfunkredakteur und -regisseur
- Eduard Freudenberg (1808–1865), deutscher Genre- und Porträtmaler
- Esther Freudenberg (* 1968), deutsche Krankenschwester und Schriftstellerin
- Ernst Freudenberg (1884–1967), deutscher Kinderarzt
- Fritz Freudenberg (1906–nach 1996), deutscher Tierarzt und Hochschullehrer
- Gisela Freudenberg (Politikerin) (1923–2021), deutsche Bildungspolitikerin, Verfassungsrichterin und Kunstsammlerin
- Gisela Freudenberg (Schauspielerin) (* 1953), deutsche Schauspielerin
- Günter Freudenberg (1923–2000), deutscher Philosoph
- Hans Freudenberg (Ingenieur) (1888–1966), deutscher Unternehmer und Ingenieur
- Hans Freudenberg (Theologe) (* 1939), evangelischer Pfarrer und Religionspädagoge
- Hans Freudenberg (Politiker) (* 1955), deutscher Politiker (FDP)
- Hermann Freudenberg (1924–2010), deutscher Unternehmer
- Ika Freudenberg (1858–1912), deutsche Bürgerrechtlerin
- Johann Gottlob Freudenberg (1712–nach 1773), deutscher Violinist
- Johann Philipp Freudenberg (1843–1911), deutscher Überseekaufmann
- Karl Freudenberg (Politiker) (1876–1956), deutscher Politiker, Bürgermeister der Stadt Hörde
- Karl Freudenberg (Chemiker) (1886–1983), deutscher Chemiker
- Karl Freudenberg (Mediziner) (1892–1966), deutscher Mediziner und Medizinstatistiker
- Mareke Freudenberg (* 1977), deutsche Sopranistin
- Matthias Freudenberg (* 1962), deutscher evangelischer Theologe
- Michael Freudenberg (Maler) (* 1949), deutscher Maler, Objektkünstler und Musiker
- Michael Freudenberg (Rennfahrer), deutscher Motorradrennfahrer und Teamchef
- Nina Freudenberg (* 1933), deutsche ehemalige Dokumentarfilm-Regisseurin
- Olga Michailowna Freudenberg (1890–1955), sowjetische Philologin
- Philipp Freudenberg (1833–1919), deutscher Couturier und Kaufmann
- Richard Freudenberg (Politiker) (1892–1975), deutscher Unternehmer und Politiker
- Richard Freudenberg (Basketballspieler)  (* 1998), deutscher Basketballspieler
- Rudolf von Freudenberg (1851–1926), deutscher General
- Rupert Ludwig Ferdinand zu Löwenstein-Wertheim-Freudenberg (1933–2014), deutsch-britischer Bankier, Finanzmanager der Rolling Stones
- Tobias Freudenberg (* 1973), deutscher Journalist und Rechtsanwalt
- Ute Freudenberg (* 1956), deutsche Schlagersängerin
- Wilhelm Freudenberg (Komponist) (1838–1928), deutscher Komponist und Dirigent
- Wilhelm Freudenberg (Paläontologe) (1881–1960), deutscher Paläontologe
- Winfried Freudenberg (1956–1989), letztes Opfer an der Mauer zwischen Ost- nach Westberlin